# Hemlock
 (novembre 2020).
Si vous disposez d'ouvrages ou d'articles de référence ou si vous connaissez des sites web de qualité traitant du thème abordé ici, merci de compléter l'article en donnant les références utiles à sa vérifiabilité et en les liant à la section « Notes et références ».
Hemlock est un éditeur de texte de la famille Emacs initialement développé en Spice Lisp par Bill Chiles et Rob MacLachlan en 1984 à l'université Carnegie-Mellon aux États-Unis sur une machine PERQ, puis repris en Common Lisp par Scott Fahlman, de ladite université, après l'implémentation Common Lisp de Spice Lisp. Hemlock poursuivait ainsi la longue tradition des implémentations d'Emacs en Lisp  pour machines Lisp ou systèmes ITS/TOPS-20.
Hemlock sera maintenu par la suite par une communauté de hackers. Une tentative de porter Hemlock vers d'autres implémentations Common Lisp a débuté en 2002. 

## La première version Common Lisp
Hemlock est intégré au compilateur Common Lisp, à l'interpréteur et à la suite de développement CMUCL, mais peut aussi être utilisé indépendamment ou ne pas être utilisé du tout pour l'utilisatiion de CMUCL dans GNU Emacs. On peut l'utiliser en mode terminal ou graphique avec CLX, une bibliothèque graphique bas niveau pour X Window.

## La version portable
Portable Hemlock est le nom de code des développements visant à libérer Hemlock de son environnement historique CMUCL. En 2010, l'objectif de rendre Hemlock portable est en partie finalisé. Les raccourcis clavier de GNU Emacs sont préférés à ceux utilisés par la version classique. Enfin, Hemlock doit pouvoir fournir une alternative à SLIME.